# Droga wojewódzka nr 494
Droga wojewódzka nr 494 (DW494) – droga wojewódzka, przebiegająca przez województwa śląskie i opolskie. Droga ma długość 69 km, łączy Częstochowę z drogą krajową 45 w Bierdzanach.

## Miejscowości leżące przy trasie DW494
- Częstochowa (DK43, DK46)
- Wręczyca Wielka (DW492)
- Truskolasy
- Panki
- Przystajń
- Olesno (DW493, DW487, DW901)
- Bierdzany (DK45)